# Max Hölzel

Max Hölzel

Max Hölzel (* 29. Juni 1906 in Lichtenegg, Bezirk Wels; † 21. Dezember 1941 bei Kaluga) war ein österreichischer Putschist und Politiker (NSDAP).

## Leben und Wirken
Nach dem Besuch der Volksschule und der Bürgerschule in Wels erlernte Hölzel das Schuhmacherhandwerk. Von 1925 bis 1929 gehörte er dem Bundesheer als Korporal beim Alpenjäger-Regiment Nr. 8 in Wels an. Anschließend arbeitete er von 1929 bis 1934 als Wachmann bei der Sicherheitswache in Wien. Am 6. September 1934 wurde Hölzel wegen der Beteiligung am gescheiterten Juliputsch der österreichischen Nationalsozialisten gegen die Regierung Dollfuss verhaftet und vom Militärgericht in Wien zum Tode durch den Strang verurteilt. Später wurde er zu lebenslangem Kerker begnadigt, bevor er schließlich am 18. Februar 1938, einen Monat vor dem Anschluss Österreichs an das Deutsche Reich, aus der Haft in der Strafanstalt Stein an der Donau entlassen wurde.
Im Frühjahr 1938 trat Hölzel als Beamter in den Dienst der Gestapo bei der Polizeiverwaltung Wien. Am 31. Mai 1938 beantragte er die Aufnahme in die NSDAP und wurde rückwirkend zum 1. Mai aufgenommen (Mitgliedsnummer 6.125.311). In der SS, der er seit dem 1. November 1937 angehörte, erreichte er mindestens den Rang eines Untersturmführers (SS-Nummer 310.494).
Von April 1938 bis zu seinem Tod 1941 war Hölzel als Abgeordneter für das Land Österreich im Reichstag. Sein Mandat wurde anschließend von Karl Kowarik übernommen.
Hölzel fiel im Dezember 1941 im Zweiten Weltkrieg.